# لیدر ساگن
لیدر کریستیان ساگن، (به انگلیسی:Lyder Christian Sagen) (زاده ۱۳ مارس ۱۷۷۷ در برگن - درگذشته ۱۶ ژوئن ۱۸۵۰ در برگن) نویسنده، شاعر، مترجم و آموزگار نروژی بود.
او به دلیل آموزش زبان مادری و حمایت از استعدادهای جوان مانند نقاش یوهان کریستین دال و شاعر یوهان سباستین ولهاون شهرت دارد.

## اوایل جوانی و تحصیل
لیدر ساگن، در برگن به دنیا آمد. پدر او یک بازرگان نروژی بود. مادر لیدر ساگن، به هنگام زایمان وی از دنیا می‌رود. دو سال پس از تولد لیدر ساگن، و مرگ مادرش، پدر او با زن دیگری که نسب دانمارکی داشت ازدواج می‌کند. ظاهراً رابطه سازنده ای بین نامادری و لیدر ساگن، شکل می‌گیرد، به گونه ای که خود لیدر ساگن، موفقیت خود در امور فرهنگی را بیشتر مدیون نامادری خود می‌داند.

## حمایت نامادری از علایق هنری
لیدر ساگن، تنها پسر یک بازرگان بود و طبق رسوم آن زمان، انتظار دیگری به غیر از آن که او ابتدا جذب حرفه بازرگانی شده و سپس وارث حرفه پدر شود از وی نبود. اما لیدر ساگن، خود به فعالیت‌های هنری بیشتر علاقه داشت و با حمایت نامادری از همان کودکی اجازه گرفت به مدرسه نقاشی برود. در سال ۱۷۹۴ لیدر ساگن، در ۱۷ سالگی وارد مدرسه کلیسای جامع برگن می‌شود و سه سال بعد در ۱۷۹۷ میلادی از این مدرسه فارغ‌التحصیل شده و بلافاصله به دانشگاه کپنهاگ اعزام می‌شود. در دانمارک وی ابتدا در رشته الهیات مسیحی شروع به تحصیل می‌کند ولی خیلی زود الهیات را رها کرده و به فعالیت در زمینه‌های مورد علاقه خود، یعنی نقاشی و ادبیات می‌پردازد. در دانمارک لیدر ساگن، به عضویت انجمن نروژی‌ها در می‌آید و این معاشرت، علاقه وی به ادبیات نروژی را تقویت می‌کند.

## اقامت در دانمارک و آشنایی با محافل فرهنگی
محافل فرهنگی مرتبط با نروژی‌های مقیم دانمارک، امکان آشنایی لیدر ساگن با بسیاری از بزرگان هنر و ادبیات آن زمان دانمارک، از جمله آدام اوهلنشگر را فراهم کرد. در همین زمان لیدر ساگن با تعدادی از نوآوران علم تعلیم و تربیت که می‌رفتند تا در نظام آموزشی دانمارک، به خصوص در ارتباط با مذهب تحولی بنیادین ایجاد کنند آشنا می‌شود.

## آشنایی با اصول علمی تعلیم و تربیت
در سال ۱۸۰۱ میلادی لیدر ساگن، در مدرسه یکی از همین نوآوران علم تعلیم و تربیت استخدام شد. در این مدرسه مواد درسی بر اساس ضوابط به اصطلاح  بشردوستانه تنظیم شده بود. زبان مادری، گرایش‌های جدید در زبان ادبی و علمی و فنی در برنامه درسی گنجانده و تا حدی جای آموزش زبان لاتین،  یونانی و عبری را اشغال کرده بود. در اینجا تلاش می‌شد که انضباط و احترام رسمی در روابط بین دانش آموز و استاد، جای خود را با روابط نزدیک و صمیمانه شاگرد و معلم تعویض کند.

در این مدرسه در طول ۵ سال مسئولیت لیدر ساگن، تدریس زبان دانمارکی، خوشنویسی و نقاشی بود. هم‌زمان وی به ابتکار خود شعر و ادبیات کهن دانمارکی را به زبان روز ترجمه کرده و در اختیار نشریات آن زمان دانمارک قرار می‌داد.

## بازگشت به نروژ و کسب شهرت
در سال ۱۸۰۶ لیدر ساگن، به استخدام مدرسه کلیسای جامع برگن، درآمد و ۸ سال بعد در سال ۱۸۱۴ میلادی، به عنوان سرپرست آموزگاران مدرسه کلیسای جامع برگن، برگزیده شد و تا سال ۱۸۵۰ در همین مقام باقی ماند. در حین همین سالها بود که لیدر ساگن، با انتشار چند کتاب در زمینه علم تعلیم و تربیت به عنوان شخصی که خود در این زمینه، تجربه عملی داشت به شهرت رسید.

نوشته‌های لیدر ساگن اهمیت زیادی پیدا کردند. او در نوشته‌های خود که در سال ۱۸۱۱ در صدر انتشارات سال، در دانمارک قرار داشت، بر اهمیت تدریس زبان مادری تأکید می‌کرد. او اعتقاد داشت که آموزش زبان مادری باید بر آموزش هر زبان دیگری مقدم باشد. لیدر ساگن، به جای تعلیم قوانین دستوری زبان، تمرینات عملی را به کار گرفته و توصیه می‌کرد.
به گفته شاگردانش، لیدر ساگن اهمیتی به انجام تکالیف و بازپس گرفتن درس در ساعات کلاس درس نمی‌داد. بلکه به طریق سقراط با سؤالات خود، دانش آموزان را به تفکر و بحث واداشته و به وسیله بحث رو در رو با دانش آموزان، آنها را تعلیم می‌داد.
 لیدر ساگن، بارها در کلاس درس تریبون خود را به دانش آموزان خود واگذار می‌کرد. لیدر ساگن، دانش آموزان سرشناسی تربیت کرده‌است. از این دانش آموزان سرشناس نقل قول‌هایی به جای مانده‌است که ما را با شخصیت او بیشتر آشنا می‌کند. یکی از دانش آموزان وی ادعا کرده‌است که لیدر ساگن، همیشه چندتایی دانش آموز برگزیده را مورد توجه قرار می‌داد و بقیه را به حال خود رها می‌کرد. با این حال همین شاگرد از تفاوت آشکار لیدر ساگن با دیگر آموزگاران با احترام یاد کرده و اعتراف می‌کند که در تفاوت با دیگر استادان مدرسه کلیسای جامع برگن، لیدر ساگن، هرگز از تنبیه بدنی استفاده نمی‌کرد.

## حمایت از جنبش‌های فرهنگی و سالهای پایانی
علاوه بر فعالیت آموزشی، لیدر ساگن یکی از حامیان شخصیت‌ها و مؤسسات فرهنگی در شهر مورد علاقه اش یعنی زادگاه خود، برگن بود. اگر چه ساگن به نوبه خود به مثابه یک کند کننده و ترمز در روند برچیدن زبان دانمارکی در نروژ و جایگزینی زبان نروژی عمل کرده‌است اما در سال ۱۸۴۱ به یاری او بود که ایوار آسن، محقق زبان و احیاء کننده زبان نروژی نو توانست برای اجرای برنامه خود از دولت کمک مالی دریافت کند. نقش لیدر ساگن در حمایت از استعدادهای جوان مانند نقاش یوهان کریستین دال و شاعر یوهان سباستین ولهاون که بعدها به شهرت رسیدند قابل انکار نیست. 

لیدر ساگن در سال ۱۸۳۴ میلادی و بار دیگر در سال ۱۸۵۰ میلادی از ۲ مؤسسه معتبر مذهبی نشان افتخار دریافت کرد. تنها چند هفته قبل از مرگ به ابتکار ۹۱ تن از دانش آموزان خود که در آن زمان صاحب مناصب عالی مملکتی بوده ویا در محافل فرهنگی وزنی داشتند یک نامه سپاسگزاری به او رسید. این نامه سرگشاده سپاس که توسط ۹۱ تن از سرآمدان آن زمان نروژ، سوئد و دانمارک امضاء شده بود به قلم استاد یوهان سباستین ولهاون که شاید عزیزترین شاگردش بود، نگارش شده بود.